# Azami
Azami (あざみ) est un prénom japonais féminin. Il peut s'écrire あざみ ou s'écrire en kanji. Il signifie fleur de chardon.

## En kanji
- 字心 : caractère/écriture et cœur/sincérité
- 字深 : caractère/écriture et profond
- あざ実 : les sons « a », « za » et beauté
- 痣美 : grain de beauté et beauté
- 亜ざ実 : sous/Asie, le son « za » et fruit
- 亜ざ美 : sous/Asie, le son « za » et beauté
- 亜座美 : sous/Asie, siège et beauté
- 安ざ実 : simple, le son « za » et fruit
- 安ざ美 : simple, le son « za » et beauté
- 秋在美 : automne, exister et beauté
- 阿ざ実 : flatte, le son « za » et fruit
- 阿ざ美 :  flatter, le son « za » et beauté

## Dans les œuvres de fiction
- Azami est un personnage du film Baby Cart : Le Sabre de la vengeance.
- Azami est un personnage du manga historique Lone Wolf and Cub.
- Azami est un personnage du manga d'horreur Uzumaki.
- Azami Kiryu est personnage secondaire du jeu vidéo d'horreur Fatal Frame.
- Azami Mochizuki est un personnage du jeu vidéo Kaitou Apricot.
- Azami est aussi le nom de l'épouse et le nom de l'arme que porte le personnage Gen-An Shiranui du jeu vidéo Samurai Shodown.
- Azami est un personnage du manga et de l'anime Kagerou Days.